# Баярунас, Ярослав Игоревич
Ярослав Игоревич Бая́рунас (род. 21 августа 1995, Санкт-Петербург) — российский певец и артист музыкального театра (лирико-драматический тенор). Актёр мюзиклов, концертный исполнитель, продюсер, организатор спектаклей и концертов, стример. Номинант театральной премии «Музыкальное сердце театра» (2023) за роль Филиппа/Германна в спектакле «Дама Пик» как «Лучший исполнитель роли второго плана» и премии «Звезда театрала» (2022, лонг-лист) в номинации «Лучшая мужская роль» за роль Родиона Раскольникова в рок-опере Эдуарда Артемьева «Преступление и наказание», лауреат премии фестиваля мюзикла «X-39» — «Любимый артист, по мнению зрителей» (2022) за обе роли.

## Биография

### Детство
Внук руководителя Ансамбля песни и танца казаков Северо-Запада России, заслуженного деятеля искусств Украины, обладателя ордена «За заслуги перед Казачеством» второй степени Александра Николаевича Мукиенко. С детства обучался вокалу, гитаре и актёрскому мастерству в подростково-молодёжном клубе «Алые паруса», от которого стал Лауреатом премии по поддержке талантливой молодёжи.
C 2013 по 2015 учился в Ленинградском областном колледже культуры и искусства на отделении «Музыкальное искусство эстрады» по специальности «Эстрадно-джазовый вокал». Педагог по вокалу — Наталья Данииловна Давиденко. Инструментоведение и музыкальную информатику преподавал джазовый музыкант, композитор Дмитрий Семенищев.
С 2016 года — студент Российского государственного института сценических искусств по специальности «Артист музыкального театра», курс Романа Камхена. Учёбу не окончил.
В 2018 году стал победителем-дебютантом зрительского голосования Stage Door. 
С февраля 2019 года — стример и видеоблогер на платформе Twitch. Ведёт игровые стримы и делает онлайн-концерты, на которые приглашает известных артистов мюзиклов.

### Театр
В 2019 году инициировал организацию технического обновления спектакля Санкт-Петербургского театра «Рок-опера» — рок-оперы Эндрю Ллойда Уэббера «Иисус Христос — суперзвезда» (постановка режиссёра Владимира Подгородинского). На платформе Planeta.ru был запущен и успешно завершён краудфандинг-проект, который позволил заново записать минусовую фонограмму с помощью современных средств звукозаписи, обновить костюмы для основных персонажей, подчеркнуть сценографию и режиссёрское решение высокотехнологичным художественным светом. Upgrade-версию спектакля зрители имели возможность увидеть в Москве в сентябре 2019 и в январе 2020
В период пандемии COVID-19 на базе платформы Twitch создал проект «Фантастический Онлайн Театр Мюзикла Баярунаса».
Стал первым в России артистом моно-мюзикла в режиме онлайн — 1 мая 2020 в прямом эфире со своего канала исполнил все партии (спел за 7 персонажей) мюзикла «Notre Dame de Paris» (на русском языке).
31 мая 2020 так же в формате моно-спектакля исполнил все партии мюзикла «Последнее испытание».

### Концертная деятельность
С 2013 года — артист Ансамбля песни и танца казаков Александра Мукиенко. С 2015 года ведёт активную концертную деятельность — это гастроли по городам России с программой из хитов мюзиклов и рок-оперы «Шедевры мирового музыкального театра», сольные концертные программы в разных музыкальных стилях, участвует в концертах и проектах солистов мюзиклов в Москве и Санкт-Петербурге, выступает на фестивалях и культурных мероприятиях (Comic Con Russia, Comic Con Saint Petersburg, Книжные аллеи и ЭКОФЕСТ Представь Зелёное Санкт-Петербург) и др.
С 2017 года артист продюсерского центра «Пентаграмма»: участник проекта, посвящённого мюзиклу «Тетрадь смерти» (роль: детектив L) — запись cast-альбома и концерты-презентации. В сотрудничестве с ПЦ «Пентаграмма» сделал 7 сольных концертов и выступает в других концертных программах.
С 2018 года «Поющий ведущий» квартирников в клубе ценителей музыкального театра «СЛАВНАЯ КВАРТИРА». Так же с этого года — участник проекта «КАРАОКЕ КАМИКАДЗЕ». Участник концертов Creative lab STAIRWAY. Бэк-вокалист концертной международной программы Ивана Ожогина и Дрю Сэрича «Братья по музыке».
С 2018 года участник записи cast-альбома рок-оперы Антона Круглова «Икар» (роль: Бродяга (Персей)). Креативный продюсер первого отделения концерта-презентации рок-оперы «Икар»: «Купи Крылья» 21 сентября 2019 в Москве.
В 2018 году принял участие в записи cast-альбома рок-оперы Елены Ханпиры «Атлантида» (роль: Аррондо). Презентация трека «Клятва Аррондо» произошла на концерте «Последнее Испытание — 20 лет» в Adrenaline Stadium 19 января 2019 года.
Ведущий артист, создатель, организатор, режиссёр и аранжировщик концертного проекта БАЯРУНАСконцерт.
В 2019 году началась запись рок-мюзикла «Гиперборея ~ Симфония Северного Ветра» (SSP — проект Сергея Скрипникова), роль Ярослава — Ярос. В 2023 мюзикл пережил трансформацию и теперь называется «ПИРАМИДА», роль — Менас.
В 2021 году, 21 февраля должен был сыграть роль Меннерса-младшего в мюзикле «Алые паруса» Максима Дунаевского в ДКиТ МАИ, 15 февраля правообладатель спектакля Д. Ю. Калантаров (АНО «Музыкальное сердце театра»), по своей инициативе расторг договор на прокат.
С сентября 2020 по май 2021 года — «поющий ведущий» цикла творческих встреч «Мир мюзикла с Ярославом Баярунасом» в Москве, гостями которых стали: Антон Арцев, Евгений Вальц, Александр Казьмин, Руслан Герасименко, Алексей Франдетти, Елена Чарквиани.
С ноября 2020 года принимал участие в записи cast-альбома рок-мюзикла «Мёртвая царевна» Сергея Смолина (роль: Скоморох, Богатырь). Концерт-презентация мюзикла состоялась 13 ноября 2021 в клубе «Москва» (роль: Усердный Богатырь).
В апреле 2021 года в рамках программы «Года японско-российских межрегиональных и побратимских обменов» состоялся концерт-презентация мюзикла «Death Note: The Concert» в сопровождении оркестра. Ярослав выступал роли детектива L (17.04.2021).
В 2021 году принял участие в постановке мировой премьеры полной композиторской версии оперы Эдуарда Артемьева «Преступление и наказание», исполнив роль Родиона Раскольникова в спектакле на сцене КСК «Тинькофф-Арена» и в концертном исполнении оперы на сцене Санкт-Петербургской академической филармонии им. Д. Д. Шостаковича. (01.12.2021; 06.12.2021).
С 2022 года участник «Queen Show» в исполнении симфонического оркестра IP Orchestra под управлением Игоря Пономаренко. Участник концертов «Джентльмен шоу» поэта и продюсера «White Raven Group» Андрея Пастушенко.
В 2022 году в качестве специального гостя принял участие в записи нового альбома «ПРЕСТУПЛЕНИЯ И НАКАЗАНИЯ» группы «Ангел-Хранитель». Концерты-презентации состоялись в Москве (01.10.2022, ДК «Кристалл») и в Санкт-Петербурге (15.01.2023, клуб «Время N»).
Участник театрализованного концерта Шоу Вкусных Хитов «Мюзикл-Меню» — «Аперитив на Вернадке» в Конгресс-холле на Вернадского (26.05.2022) и в концерта-спектакля «Вокруг Света» их проекта в КЗ «Измайлово» (27.03.2023). С 2022 года постоянный участник проекта «АртМафия Show» в Петербурге и Москве.
Выступает соавтором собственных песен на концертах в 2022—2023 годы: слов к «Дыши» (музыка — Арсений Стефаненко), музыки и аранжировок к песне «Крайние меры» (слова — Дарья Январина). В 2023—2024 годы представил на концертах с Александром Казьминым песни «Топи лёд!» (слова — Дарья Январина, музыка — Роман Савченко) и «Эндшпиль» (автор — Арсений Стефаненко).
В 2023 году участвовал бэк-вокалистом в концертах Алексея Горшенева (проект Горшенев) с симфоническим оркестром в Москве (19.05.2023, Крокус Сити Холл) и Санкт-Петербурге (24.05.2023, БКЗ Октябрьский).
С 2023 года участник «Гала-концерта мировых шлягеров» в Санкт-Петербургском театре музыкальной комедии.
29 января 2024 года принял участие в качестве одного из солистов в концерте «Scorpions in concert» в Московском международном доме музыки, исполнив хиты группы Scorpions, в сопровождении симфонического оркестра под управлением Евгения Загота.
Принял участие в концерте-презентации рок-оперы «Дракула. Цена вечности» от Stairway Lab в роли Джонатана Харкера в Санкт-Петербурге (16.03.2024, клуб «Космонавт») и Москве (26.05.2024, «1930 Moscow Club»).
В 2024 году вновь принял участие в качестве бэк-вокалиста на концерте Алексея Горшенева (проект Горшенев) «Кукрыниксы. Наследие» в сопровождении симфонического оркестра «Таврический» под управлением главного дирижера Михаила Голикова в Санкт-Петербурге (18.05.2024, Ледовый дворец) и Москве (25.05.2024, концертный зал «Москва»)
В 2024 году принял участие в записи и выпуске совместной с Натальей Сидорцовой песни «Снайперская».
Принял участие в концерте-презентации мюзикла «Кумихо. Проклятие Лисицы» от «Караоке Камикадзе» в роли Чонхо в Москве (клуб Glastonberry, 03.10.2024).
В октябре 2024 года принял участие в гастролях в Республику Беларусь с симфоническим оркестром IP Orchestra под управлением Игоря Пономаренко с программой «Мировые рок-хиты» (22.10 Минск, 23.10 Солигорск, 24.10 Гомель)
13 октября 2019 года продюсерским центром «Пентаграмма», совместно с GEEK Partycraft Moscow в московском клубе «Известия Hall» впервые был организован фестиваль «GEEK & MUSIC!», завершившийся полноценным дуэтным концертом «Королевская битва» Ярослава Баярунаса и Александра Казьмина. С 2021 года фестиваль стал ежегодным и традиционно завершается концертом Ярослава и Александра (05.06.2021; 04.06.2022; 08.07.2023, 13.07.2024).
— Международный фестиваль мюзикла 2021 «A Song For You» в Шанхае, Китай (февраль 2021) online. В событии приняли участие: Майя Хакворт (звезда мюзиклов «Элизабет», «Ребекка» и многих других), Микеланджело Локонте (звезда рок-оперы «Моцарт»), Дамьен Сарг («Ромео и Джульетта», «Три мушкетёра» и других), Игорь Кроль и другие музыкальные исполнители из Германии, Кореи и США.
30 августа 2024 года принял участие в концерт «На исходе лета» в рамках московского фестиваля «Культурный город» в Большом амфитеатре парка «Зарядье» совместно Александром Казьминым, Софико Кардава и Оксаной Невежиной.

### БАЯРУНАС концерт
С 2021 года сольный концертный проект перерос в продюсерскую организацию:
В апреле 2021 года Ярослав Баярунас и его команда БАЯРУНАСконцерт выступили продюсерами театрализованного концерта «Аффилиация» (Открытая киностудия «ЛЕНДОК», Санкт-Петербург) артистки мюзиклов Александры Каспаровой, а в октябре этого же года — большого сольного концерта самого востребованного артиста российских мюзиклов Александра Казьмина (Клуб 1930 Moscow, Москва). Концерт состоялся в сопровождении театрально-симфонического оркестра STAGE ORCHESTRA под управлением двукратного обладателя национальной премии «Музыкальное сердце театра» композитора и дирижера Евгения Загота.
В 2021 году Ярослав стал продюсером концепт-альбома мюзикла «ВОРОН» в России (официальная аудиоверсия офф-бродвейского мюзикла «Nevermore — The Imaginary Life and Mysterious Death of Edgar Allan Poe» на русском языке). 8 февраля 2025 года состоялся концерт-презентация мюзикла в режиссуре Дарьи Январиной.. В концерте принимали участие Ярослав Баярунас, Владислав Кирюхин, Кирилл Гордеев, Эмиль Салес, Наталья Фаерман, Анна Тесс и Юлия Чуракова.
В 2023 году были проведены: деньрожденческий концерт Галины Безрук «пАртфолио» (01.05.2023 Москва, LA’театр), концерт группы «Ягода» — презентация нового альбома «Всё сначала» (19.05.2023 Москва, клуб «IZI»), большой юбилейный концерт в 50-летие композитора, саунд-продюсера, автора мюзиклов «Последнее Испытание» и «Икар» Антона Круглова «Полвека» (06.10.2023 Москва, клуб «1930 Moscow».
Ещё одно из направлений деятельности — театрально-концертные мероприятия в коллаборации с другими организаторами, в которых Ярослав и его команда занимаются креативным продюсированием: концепт-концерты рок-оперы Александра Рагулина «КарамазоВЫ» в живом музыкальном сопровождении в Петербурге, концерт #50ПИ в честь пятидесятого спектакля мюзикла «Последнее Испытание» в постановке Creative lab STAIRWAY в живом музыкальном сопровождении и музыкальная перезагрузка мюзикла «Последнее Испытание» — спектакли в сопровождении музыкального коллектива под руководством Ярослава Баярунаса с переосмыслением звукового дизайна в Москве и Санкт-Петербурге.

### Телевидение
В марте 2020 вместе с командой Санкт-Петербургского театра «Рок-опера» принял участие в телепередаче «Сто к одному» на канале Россия-1 (эфир от 28 июня 2020).
12 июня 2020 принял участие в праздничном концерте #МЫРОССИЯ в Петропавловской крепости, посвященном Дню России. Огранизатором трансляции выступил телеканал «Санкт-Петербург».
27 октября, 1 и 2 декабря 2021 — репортажи каналов «МИР 24» «НТВ Петербург» , «Санкт-Петербург» о премьере рок-оперы «Преступление и наказание».
Принял участие в съёмках 4 сезона кулинарного шоу «Российские звезды готовят блюда китайской кухни» международной сети «ТВ БРИКС» и портала Центрального телевидения Китая «Жэньминь жибао».
6 октября 2023 — репортажи телеканалов «НТВ Петербург», «Канал 78», «Первый канал. Санкт-Петербург» о премьере мюзикла «Франкенштейн».

## Отзывы
Мюзикл «Последнее испытание»:
Такого дословного понимания текста мюзикла еще не было. Каждое слово произнесено с верным смыслом. Становится страшно иногда. Да, в такого Рейстлина влюбиться невозможно, да, „любовь — это смерть“, и посмотрев версию Ярослава, вы убедитесь в том, что это трагедия, а не фэнтези второго эшелона.
Антон Круглов, композитор. Первый русскоязычный мюзикл «Последнее испытание». История длинною в 20 лет // Vox Populi : интернет-портал. — 2019. — 20 ноябрь.
I love the way this tells a story without words!
Маргарет Уэйс, автор серии книг Dragonlance. О промо-видео к перемьере Ярослава в роли созданного ею героя — Рейстлина Маджере // www.facebook.com : интернет-портал. — 2020. — 29 июнь.
Ярослав Баярунас в роли Рейстлина воистину великолепен: его Темный маг одновременно ужасает своей безмерной жесткостью, честолюбием, жестокосердием и трогает тем, что, несмотря на свое отрицание любого намека на чувства, Маджере отчаянно нуждается в любви, понимании и нежности. Глаза этого Рейстлина подобны его душе: в них, словно в зеркале, отражаются искусные узоры, сотканные из безудержной внутренней боли, искренней любви (к матери, брату, Крисании), надежды на Свет и дикого, парализующего сердце страха оказаться одиноким, слабым и побежденным, «ведь любовь это смерть!» Мимика, жесты, каждое движение мага в исполнении Ярослава пронизаны сложным внутренним диалогом и непрестанным спором с самим собой о правильности выбранного пути. Музыка и этот Маджере творят волшебство — в них растворяешься вначале, чтобы затем понять страшную истину: часть Рейстлина (а то и весь он) – это, увы, ты сам…
Екатерина Кутузова. Магия мюзикла и музыкальная перезагрузка легендарного «Последнего испытания» // MuseCube : интернет-портал. — 2022. — 18 апрель.
Рок-опера «Иисус Христос — суперзвезда»:
Появление Иисуса сначала вызывает некоторый диссонанс — Ярослав Баярунас, исполняющий в этот вечер главную роль, кажется очень юным для такой роли, но стоит лишь услышать запоминающиеся арии в его исполнении, все сомнения тотчас рассеиваются, и созданный образ принимаешь на веру и думаешь: «Да, Христос мог бы быть и таким». Действительно: Иисус Христос — суперзвезда.
Анна Неверова. Пасхальное воскресенье с рок-оперой «Иисус Христос — суперзвезда» // MuseCube : интернет-портал. — 2016. — 3 май.
Если кто нас смотрит в Ютубе, могли увидеть, как тут эмоционально исполнял фрагмент арии Иуды Ярослав Баярунас. Спасибо большое, это было здорово... Всех приглашаем, если вы хотите увидеть это все в живую! Правда это очень заряжает, мне тут захотелось пританцовывать тут на стуле.
Марина Ставнийчук. 50 лет рок-опере Иисус Христос — суперзвезда! Навсегда № 1! Эхо Москвы (17 января 2020).
Мюзикл «Франкенштейн» :
Виктор в исполнении Ярослава Баярунуса предстает перед нами взволнованным, чуть нервным молодым человеком, который ради возможности доказать миру и в первую очередь самому себе свою профессиональную состоятельность готов рискнуть жизнями людей, включая свою семью.
Дарина Львова. «Франкенштейн»: Свободна лишь смерть // Около : интернет-журнал. — 2023. — 12 октябрь.
Роль Виктора на премьере исполнил Ярослав Баярунас – обладатель ярких вокальных данных и хрупкой, почти бесплотной внешности, свойственной романтическим героям и нервическим влюбленным, одержимым страстью и гибельными идеями.
Екатерина Рыбас. Если мертвые оживают, значит, это кому-нибудь нужно // Петербургский театрал : интернет-журнал. — 2023. — 26 ноябрь (№ 6(46)). — С. 12—13.
Мюзикл «Человек, который смеётся»:
Гринпейн Ярослава Баярунаса не позволяет эмоциям брать над ним верх, а борется с ними. Его персонаж объединяет в себе несколько архетипов: потерянного ребёнка, влюблённого юношу и человека, стремящегося к цели, — героя. На протяжении всего действия он находится в состоянии внутреннего конфликта. Цепляется за отрывки прошлого, не в силах жить в настоящем. Он потерян, опустошён. В арии «Лабиринт», которую Гринпейн исполняет в начале второго акта, полностью раскрывается его сложная внутренняя жизнь. Баярунас начинает арию на субтоне, больше в речитативе, что приближает его исполнение к диалогу со зрителем. За счёт этого он добивается начала повествования истории и погружает зрителя в свой рассказ («Угрюмых улиц мрачный лик / Укрыл в объятиях своих / Лабиринты памяти моей…»). Постепенно с меньшей плотности смыкания он переходит в плотный, «мюзикловый» микст, а благодаря «притванговыванию» создаёт мощное звучание («Ведь за гримасой фрика не видит никто / Болью обожжённое сердце моё…»). Ярослав использует преднамеренные «брейки», а дополнительную окраску его вокалу даёт расщепление на высоких нотах, возникающее за счёт вестибулярных складок («Но призрачное счастье свело меня с той, / Что может в маске ужаса видеть любовь…»). В «Лабиринте» этот приём подчёркивает боль, пронзающую персонажа. А в самом конце арии артист «закрывает» ноты, чтобы удержать давление и плавно сменить динамику.
Анастасия Панчук. Маска смеха вместо лица // Театр : интернет-журнал. — 2024. — 8 апрель.
Концертная деятельность:
Концерты Ярослава Баярунаса — помимо несомненного актерского и вокального таланта исполнителей — это целый мир музыкальных ощущений и чувств. Всегда живая музыка, музыкальные эксперименты и авторские аранжировки, всегда сюрпризы и спецэффекты, всегда удивительные повороты и каждый раз новое настроение! Каждый раз — другая история и отдельная вселенная…
Марина Котова. Ярослав Баярунас в клубе «The Place» // RockWeek : интернет-журнал. — 2019. — 4 декабрь.
В первую очередь, Ярослав Баярунас сводил всё воедино вокалом. У вокала этого артиста есть интересное свойство – как-то получается захватить разные оттенки эмоций, но превратить их в один спектр. А потом – пропустить через себя и полностью отдать. Это завораживает и заставляет желать большего.
Евгения Смехова. Бессовестный Баярунас // MuseCube : интернет-портал. — 2020. — 5 февраль.